# Atletisme als Jocs Olímpics d'estiu de 2012 – Salt d'alçada masculí
La prova del salt d'alçada masculí dels Jocs Olímpics de Londres del 2012 es va disputar entre el 5 i 7 d'agost a l'Estadi Olímpic de Londres.

## Rècords
Abans de la prova els rècords del món i olímpic existents eren els següents:
| Rècord del món | Javier Sotomayor (CUB) | 2m 45cm | Salamanca, Espanya    | 27 de juliol de 1993 |
| Rècord olímpic | Charles Austin (USA)   | 2m 39cm | Atlanta, Estats Units | 28 de juliol de 1996 |

## Horaris
Tots els horaris són segons l'horari britànic (UTC+1)
| Data                         | Hora  | Ronda          |
| ---------------------------- | ----- | -------------- |
| Divendres, 5 d'agost de 2012 | 19:05 | Qualificacions |
| Diumenge, 7 d'agost de 2012  | 19:00 | Final          |

## Medallistes
| Or               | Plata                  | Bronze                                                               |
| Ivan Ukhov (RUS) | Erik Kynard, Jr. (USA) | Derek Drouin (CAN) · Robert Grabarz (GBR) · Mutaz Essa Barshim (QAT) |

## Resultats

### Qualificació
En la qualificació per passar a la final es demana fer un salt de 2m 28cm (Q), o bé els 12 millors saltadors (q)
| Posició | Grup | Nom                        | 2.16 | 2.21 | 2.26 | 2.29 | Resultat | Notes |
| ------- | ---- | -------------------------- | ---- | ---- | ---- | ---- | -------- | ----- |
| 1       | B    | Robert Grabarz (GBR)       | –    | o    | o    | o    | 2.29     | q     |
| 2       | B    | Ivan Ukhov (RUS)           | o    | o    | xo   | o    | 2.29     | q     |
| 3       | A    | Erik Kynard, Jr. (USA)     | o    | o    | o    | xo   | 2.29     | q     |
| 3       | B    | Jesse Williams (USA)       | o    | o    | o    | xo   | 2.29     | q     |
| 5       | B    | Andriy Protsenko (UKR)     | o    | xo   | xo   | xo   | 2.29     | q     |
| 6       | A    | Derek Drouin (CAN)         | o    | xxo  | xo   | xxo  | 2.29     | q     |
| 7       | B    | Jamie Nieto (USA)          | o    | o    | o    | xxx  | 2.26     | q     |
| 8       | A    | Mutaz Essa Barshim (QAT)   | o    | o    | xo   | xx-  | 2.26     | q     |
| 8       | A    | Bohdan Bondarenko (UKR)    | o    | o    | xo   | xx-  | 2.26     | q     |
| 8       | A    | Mickael Hanany (FRA)       | o    | o    | xo   | xxx  | 2.26     | q     |
| 8       | A    | Andrey Silnov (RUS)        | o    | o    | xo   | xxx  | 2.26     | q     |
| 12      | A    | Kyriakos Ioannou (CYP)     | o    | o    | xxo  | xxx  | 2.26     | q     |
| 12      | B    | Michael Mason (CAN)        | o    | o    | xxo  | xxx  | 2.26     | q     |
| 12      | B    | Wanner Miller (COL)        | o    | o    | xxo  | xxx  | 2.26     | q     |
| 15      | A    | Aleksandr Shustov (RUS)    | o    | xo   | xxo  | xxx  | 2.26     |       |
| 16      | B    | Trevor Barry (BAH)         | o    | o    | xxx  |      | 2.21     |       |
| 16      | B    | Guilherme Cobbo (BRA)      | o    | o    | xxx  |      | 2.21     |       |
| 16      | A    | Dmytro Dem'yanyuk (UKR)    | o    | o    | xxx  |      | 2.21     |       |
| 16      | A    | Osku Torro (FIN)           | o    | o    | xxx  |      | 2.21     |       |
| 20      | B    | Víctor Moya (CUB)          | xo   | o    | xx-  | x    | 2.21     |       |
| 21      | B    | Jaroslav Bába (CZE)        | o    | xo   | xxx  |      | 2.21     |       |
| 21      | B    | Diego Ferrín (ECU)         | o    | xo   | xxx  |      | 2.21     |       |
| 21      | B    | Gianmarco Tamberi (ITA)    | o    | xo   | xxx  |      | 2.21     |       |
| 21      | A    | Zhang Guowei (CHN)         | o    | xo   | xxx  |      | 2.21     |       |
| 25      | A    | Konstadínos Baniótis (GRE) | o    | xxo  | xxx  |      | 2.21     |       |
| 25      | B    | Rožle Prezelj (SVN)        | o    | xxo  | xxx  |      | 2.21     |       |
| 27      | B    | Raivydas Stanys (LTU)      | o    | xxx  |      |      | 2.16     |       |
| 28      | A    | Majed Aldin Ghazal (SYR)   | xo   | xxx  |      |      | 2.16     |       |
| 28      | B    | Viktor Ninov (BUL)         | xo   | xxx  |      |      | 2.16     |       |
| 30      | A    | Michal Kabelka (SVK)       | xxo  | xxx  |      |      | 2.16     |       |
| 30      | A    | Hup Wei Lee (MAS)          | xxo  | xxx  |      |      | 2.16     |       |
| 30      | A    | Donald Thomas (BAH)        | xxo  | –    | xxx  |      | 2.16     |       |
| N/D     | A    | Andrei Churyla (BLR)       | xxx  |      |      |      | NM       |       |
| N/D     | A    | Darvin Edwards (LCA)       | xxx  |      |      |      | NM       |       |
| N/D     | B    | Dragutin Topic (SRB)       | xxx  |      |      |      | NM       |       |

### Final
| Posició | Nom                      | 2.20 | 2.25 | 2.29 | 2.33 | 2.36 | 2.38 | 2.40 | Resultat | Notes |
| ------- | ------------------------ | ---- | ---- | ---- | ---- | ---- | ---- | ---- | -------- | ----- |
| Or      | Ivan Ukhov (RUS)         | o    | o    | xo   | o    | o    | o    | x    | 2.38     |       |
| Argent  | Erik Kynard, Jr. (USA)   | o    | xo   | o    | o    | x-   | x-   | x    | 2.33     |       |
| Bronze  | Derek Drouin (CAN)       | o    | o    | o    | xxx  |      |      |      | 2.29     |       |
| Bronze  | Robert Grabarz (GBR)     | -    | o    | o    | xxx  |      |      |      | 2.29     |       |
| Bronze  | Mutaz Essa Barshim (QAT) | o    | o    | o    | xxx  |      |      |      | 2.29     |       |
| 6       | Jamie Nieto (USA)        | o    | o    | xo   | xx-  | x    |      |      | 2.29     |       |
| 7       | Bohdan Bondarenko (UKR)  | xo   | o    | xo   | xxx  |      |      |      | 2.29     |       |
| 8       | Michael Mason (CAN)      | o    | o    | xxo  | xxx  |      |      |      | 2.29     |       |
| 9       | Wanner Miller (COL)      | o    | o    | xxx  |      |      |      |      | 2.25     |       |
| 9       | Jesse Williams (USA)     | o    | o    | xxx  |      |      |      |      | 2.25     |       |
| 9       | Andriy Protsenko (UKR)   | o    | o    | xxx  |      |      |      |      | 2.25     |       |
| 12      | Andrey Silnov (RUS)      | o    | xo   | xxx  |      |      |      |      | 2.25     |       |
| 13      | Kyriakos Ioannou (CYP)   | o    | xxx  |      |      |      |      |      | 2.20     |       |
| 14      | Mickael Hanany (FRA)     | xo   | xxx  |      |      |      |      |      | 2.20     |       |